# Hala
Hala (sindhi: هـالا) es una localidad de Pakistán, en la provincia de Sindh.

## Demografía
Según estimación 2010 contaba con 41061 habitantes.